# Mitragyna speciosa

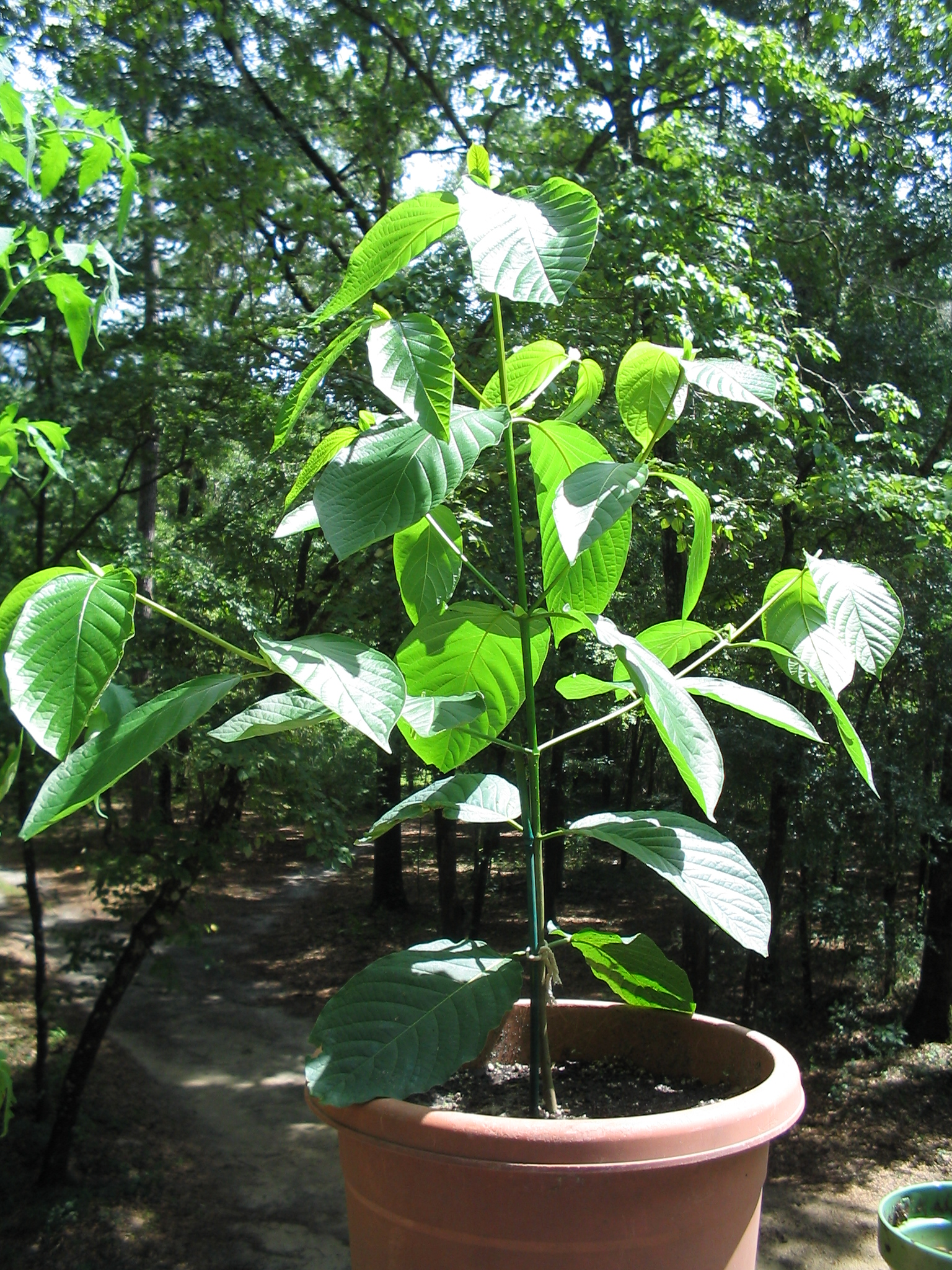
Vista de la planta

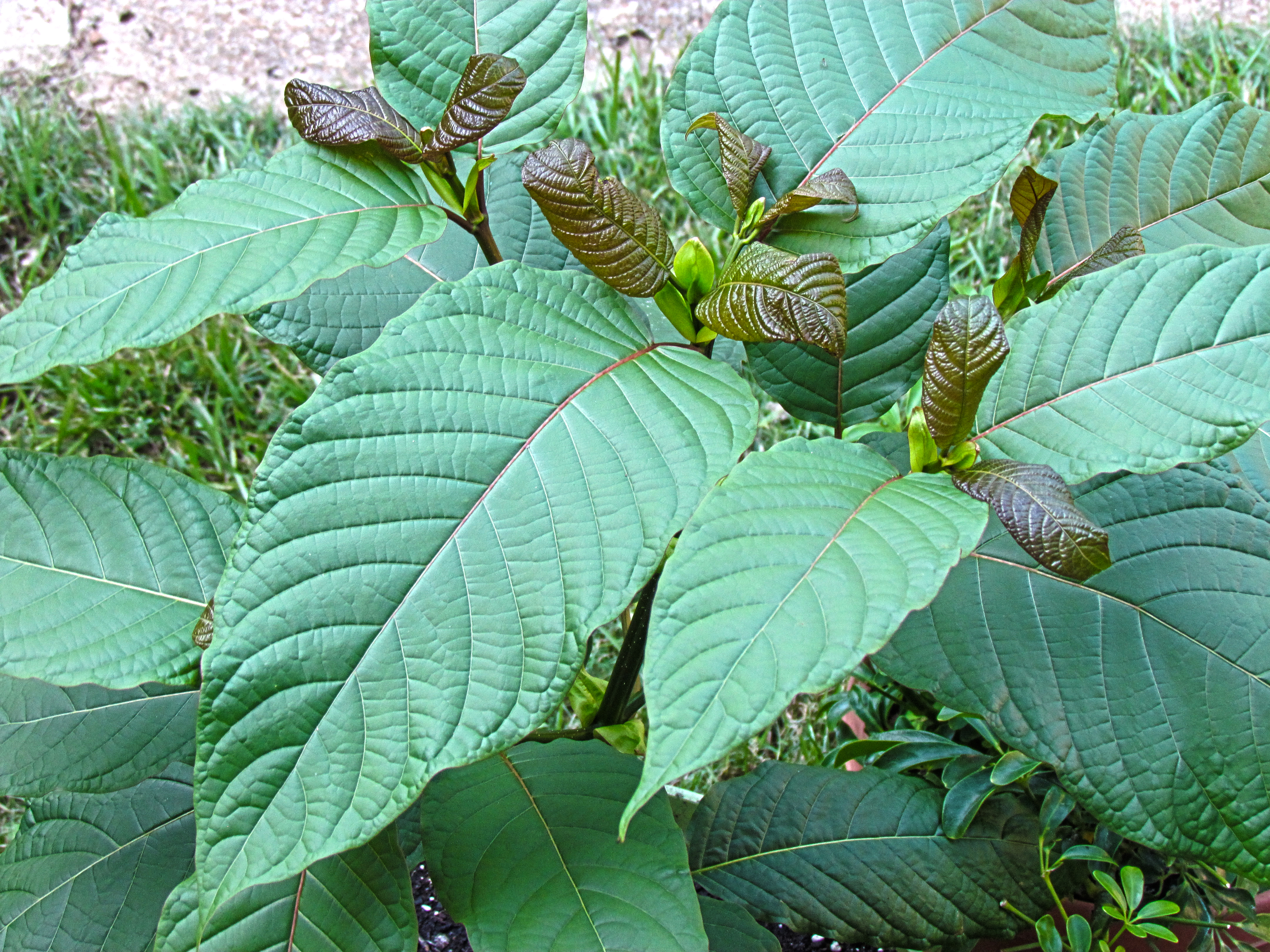
Hojas

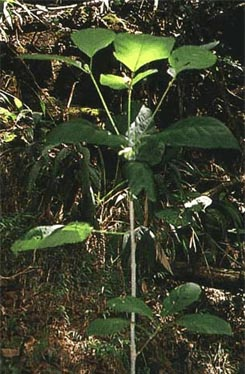
Vista de la planta

Mitragyna speciosa, también llamada kratom, es una especie de planta medicinal perteneciente a la familia de las rubiáceas (la misma familia de plantas que el café). 

## Distribución
Se distribuye por el Sudeste asiático en regiones florísticas como Indochina y Malesia. La planta se ha utilizado tradicionalmente por sus propiedades medicinales. Es psicoactiva  y las hojas se mastican para elevar el estado de ánimo y para tratar problemas de salud. En la medicina tradicional se utiliza como estimulante (a dosis bajas), defatigante, sedativa (a altas dosis), anestésico para el dolor, ansiedad, insomnio, procesos diarreicos y como tratamiento de la adicción a los opiáceos. M. speciosa es originaria de Tailandia y, a pesar de crecer de forma natural en el país, ha sido declarada ilegal por 70 años y fue prohibida originalmente porque producía la reducción de los ingresos fiscales del gobierno tailandés en la distribución de opio.
El gobierno de Tailandia eliminó la prohibición del kratom en agosto de 2021, dando paso a una nueva industria en el país.

## Descripción
Son árboles que suelen crecer de 3,7 hasta 9,1 m de altura y 4,6 m de ancho, aunque algunas especies pueden alcanzar los 12-30 m de altura. Mitragyna speciosa puede ser perenne o caduca, dependiendo del clima y el medio ambiente en el que se cultiva. El tallo es erecto y ramificado. Las hojas del árbol poseen un color verde oscuro y pueden crecer hasta más de 180 mm de largo y 100 mm de ancho, son ovadas-acuminadas en forma, y opuestas en el patrón de crecimiento. Las flores son de color amarillo y redondas, y tienden a crecer en racimos en el extremo de las ramas. Las hojas de M. speciosa son elípticas y más pequeñas en el extremo de las ramitas. Las hojas tienen forma de corazón en la base, con pecíolos de entre 2 a 4 cm de largo. Las flores se amontonan en un terminal de inflorescencias, que tienen entre 3 y 5 cm de largo. El cáliz es corto y en forma de copa, con lóbulos redondos. El tubo de la corola tiene alrededor de 5 mm de largo, con tres lóbulos.

## Utilización
A partir de 2013 el kratom se ha estudiado en células y animales, pero no se han realizado ensayos clínicos en Estados Unidos. La US Drug Enforcement Administration (DEA) declaró en 2013 que el kratom no tiene usos médicos legítimos, y en 2019, la U.S. Food and Drug Administration (FDA) declaró que no hay pruebas de que el kratom sea seguro o eficaz para el tratamiento de ninguna enfermedad, y que no hay usos clínicos aprobados para el kratom.

### Uso recreativo
El kratom puede utilizarse con fines recreativos. En dosis bajas, el kratom produce un efecto eufórico comparable al de la coca. En dosis más altas, el kratom provoca efectos similares a los opiáceos. La acción suele comenzar en cinco o diez minutos y durar de dos a cinco horas. Algunos informes anecdóticos describen un mayor rendimiento, estado de alerta, locuacidad, sociabilidad, aumento del deseo sexual, estado de ánimo positivo y euforia tras el consumo de kratom.
Según la US DEA y la encuesta de 2020, el kratom se utiliza para aliviar el dolor, la ansiedad, la depresión o la abstinencia de opiáceos.
En Tailandia, una encuesta realizada en 2007 mostró que las tasas de consumo de kratom a lo largo de la vida, en el último año y en los últimos 30 días eran del 2,32 %, el 0,81 % y el 0,57 %, respectivamente, entre los encuestados de 12 a 65 años de edad.

### Uso convencional
En las culturas donde crece esta planta, el kratom se ha utilizado en la medicina tradicional. Las hojas se mastican para aliviar el dolor musculoesquelético y aumentar la energía, el apetito y el deseo sexual de forma similar al khatu y la coca. Las hojas o sus extractos se utilizan para curar heridas y como anestésico local. Los extractos y las hojas se han utilizado para tratar la tos, la diarrea y las infecciones intestinales. También se utilizan en Tailandia como antihelmínticos intestinales.

## Legalidad
Actualmente, en España, su cultivo, venta y consumo son legales. En Estados Unidos se calcula que alrededor de 5 millones de usuarios han sustituido medicaciones contra el dolor por el uso de la planta y, con el impulso de la Asociación Americana del Kratom, se busca que todos los estados lo regularicen para mayores de edad, con el escopo de tratamiento para adicciones, dolores, ansiedad, mejora del rendimiento deportivo etc. El Kratom Consumer Protection Act propone que los estados de EE. UU. puedan abogar por las normas sanitarias y no adulteración del producto final por ley, ya adoptado por estados como Utah, Georgia y Arizona .

## Principal alcaloide
El alcaloide mayoritario de la M. speciosa es la mitraginina, con una vida media de 24 h. Sus mecanismos de acción estudiados son:
- Se comporta como un agonista del receptor μ-opioide, como la morfina, aunque sea una agonista parcial de escasa eficacia en términos de euforia y efectos secundarios, sin depresión respiratoria y techo de efectos terapéuticos limitados, 13 veces inferior a la morfina en potencia, hablando de analgesia.[22][23] Su alta vida media, además de ser una agonista parcial, la hace menos adictiva que los opiáceos más débiles, como la codeína, la cual posee vida media de escasas 3 horas. Por lo tanto, el potencial de dependencia física es más bajo que el de la codeína, a la vez de no presentar depresión respiratoria, lo cual la hace viable para el tratamiento de dolor crónico, ansiedad, depresión, insomnio y adicción a opiáceos.[24]
- Es un agonista adrenérgico del receptor alfa2a postsináptico,[25] produciendo hipertensión pasajera en dosis bajas, pasando a ser hipotensiva, como la clonidina. Este mecanismo es el que se especula que funcionaría para producir el efecto antidepresivo de la desipramina.[26] Una medicación que actúa como agonista alfa2a postsinaptico clásico es la guanfacina, usada para TDAH y como antihipertensivo, además de promover la analgesia y mitigar la abstinencia de opiáceos y cannabinoides, así como eliminar los efectos psicológicos de la adicción a la nicotina y alcohol.[27][28][29]
- Es una antagonista del receptor 5-ht2a, uno de los mecanismos de acción de los antidepresivos fluoxetina y trazodona,[30] y a su vez mecanismo propio de los nuevos antipsicóticos que mitigarían sus efectos secundarios clásicos, ya que estos últimos tienen mecanismos de acción de bloqueo dopaminérgico. El antagonismo del receptor 5-ht2a produce estimulación dopaminérgica en ciertas áreas, promoviendo un efecto antidepresivo y antiadictivo.[31] Fuentes científicas muestran este mecanismo de acción como posible futuro instrumento contra el insomnio.[32]
- Es antagonista del receptor 5-ht7, mecanismo involucrado en diversas investigaciones, tal como el potencial para tratar el abuso de alcohol.[33]

Por lo tanto, la mitraginina tendría propiedades analgésicas levemente eufóricas, no comparables a los opiáceos, aunque sí eliminando el clásico síndrome de abstinencia de estos; propiedades estimulantes, hipo e hipertensivo, efectos que serían positivos para el TDAH; antidepresivo adrenérgico; alternativa a síndromes de abstinencia de cannabis, alcohol y opiáceos; antidepresivo mediante el receptor de serotonina 5-ht2a, siendo estimulante pero levemente antipsicótico a la vez; y antiadictivo contra alcohol y cocaína, con investigaciones en marcha.

## Propiedades
La planta suele ser utilizada según su variedad, ya que varía la proporción de los más de 40 alcaloides que contiene (siendo siempre el prevaleciente la mitraginina, hasta en un 60 % del total de alcaloides), y se utiliza clásicamente en el tratamiento del dolor crónico, insomnio, ansiedad, diarrea, levemente euforizante, estimulante y a la vez sedativa y analgésica en dosis más altas. Su uso no se detecta mediante pruebas de cribado de fármacos típicos, pero sus metabolitos pueden ser detectados por pruebas más especializadas.
Los efectos farmacológicos en los seres humanos, incluyendo su eficacia y seguridad, no están bien estudiados. La mayoría de los efectos secundarios son leves, aunque los efectos adversos graves aislados, como psicosis, convulsiones, alucinaciones y confusión se han reportado en raras ocasiones. Se ha reportado un caso en el que el uso crónico de M. speciosa se asoció con la obstrucción del intestino, así como informes anecdóticos que indican que la planta conlleva el potencial para la adicción y puede conducir a síntomas de abstinencia, aunque mucho más leves que los opiáceos convencionales.
Se recomienda, por tanto, seguir las recomendaciones de la fitoterapia moderna de la Asociación Americana del Kratom, con una dosis máxima de 7 g/día para evitar posibles efectos de baja energía, motivación, y dolor de rebote al cortar el tratamiento de golpe. Según estudios recientes de la Asociación Americana del Kratom, formada por millones de usuarios, en un uso correcto, M. speciosa no es más adictiva que la cafeína. Ingerir más dosis requiere de un fitoterapeuta o médico adecuado para hacer un descenso apropiado en 1 semana, y mitigar el efecto rebote. 
Más de 15 g a la vez podría ser tóxico. Ha habido informes de casos de muertes de personas que han combinado kratom con otros fármacos o sustancias, pero la planta en sí no ha sido identificada por ser causa de muerte en cualquiera de estos casos.

## Toxicidad
Todas las partes de la planta Mitragyna speciosa contienen alcaloides, tales como la mitraginina, cuya ingestión puede suponer un riesgo para la salud, como cualquier planta medicinal.

## Taxonomía
Mitragyna speciosa fue descrita por (Korth.) Havil., y publicado en Journal of the Linnean Society, Botany 33: 69. 1897.

## Etimología
Mitragyna: nombre genérico que fue utilizado por Korthals porque los estigmas de la primera especie que examinó se parecían a la forma de una mitra de obispo.
Speciosa: epíteto latino que significa "bella"

## Sinonimia
- Nauclea korthalsii Steud. nom. inval.
- Nauclea luzoniensis Blanco
- Nauclea speciosa (Korth.) Miq.
- Stephegyne speciosa Korth.[48][49]